# Ókori kalandok (A Római Birodalom rejtélyei)
Az Ókori kalandok (eredeti cím: Roman Mysteries) angol televíziós filmsorozat, amelynek történetét Olivia Chaplin írta Caroline Lawrence regénye alapján. Az Egyesült Királyságban a BBC One vetítette, Magyarországon az M2 sugározta.

## Ismertető
Ez a sorozat Caroline Lawrence nagy sikerű regénye alapján íródott, ami 4 jó barát történetéről szól. A történet főhősei átéltek egy nagyon viharos időszakot. A jelenleg élő ifjak életéhez képest, hasonló képen törődnek a környezetekkel, az előítéletekkel valamint az erőszakokkal. A sorozat története sok bizonytalan és titokzatos jelenetet mutat be. Egyéb történtek miatt az összes ifjúhősre nem jó szemmel tekint Róma társadalma. Lényeges az ifjúhősök barátsága a sorozat egyes részeiben, amíg megvizsgálnak sok rejtélyes titkot. A rejtélyek következtében rengeteg rossz hatás éri a gyermekeket.

## Szereplők
- Flavia (Francesca Isherwood) – 13 éves lány, aki mindenre az igazságos választ keresi. Eléggé kíváncsiskodó, parancsolgató, lobbanékony és lengetett. De mind ezáltal nagyon jószívű és az igazságok iránt erős érzékekkel rendelkezik. Az édesanyja Myrtilla, aki elhunyt amikor egy fiú ikerpárt hozott világra és akkor még csak hároméves volt.
- Nubia (Rebekah Brookes-Murrell) – 13 éves lány, aki jól tudja használni a fűrészt. Ostiába vitték el rabszolgának, láncra verve  és szerencsésen Flavia fogadta fel. Amellett kedves, hűséges és bátor. Az emberek emiatt jól kihasználják.
- Jonathan (Eli Machover) – 13 éves fiú, aki zsidó. Az édesapjával és a nővérével együtt el kellett meneküljön Jeruzsálemből, amikor még csak 18 hónapos volt, mert azt előtt ostromolták azt a várost. Az édesanyja is szomorú volt, de mégsem szökött el Jeruzsálemből. Gyakorlatias, akaratos, eléggé vicces és nagyon értelmes fiú. Néha azt gondolja, hogy a saját hibájából old meg mindent.
- Lupus (Harry Stott) – 11 éves fiú, aki néma és nem tud beszélni. Amellett alattomos, ravasz, bátor és ügyes. Emberek iránt jól kémkedik és titokban kihallgatja őket. Nemrég tanult meg olvasni és írni.
- Polla Pulchra (Millie Binks)
- Marcus (Eoin McCarthy) – Flavia apja
- Gaius (Eoin McCarthy) – Flavia's nagybátyja
- Mordecai (Stephen Mapes) – Jonathan apja
- Miriam (Natasha Barrero) – Jonathan nővére, Gaius's felesége

## Magyar hangok
| Szereplő      | Színész                 | Magyar hang     |
| ------------- | ----------------------- | --------------- |
| Flavia        | Francesca Isherwood     | Molnár Ilona    |
| Nubia         | Rebekah Brookes-Murrell | Sánta Annamária |
| Jonathan      | Eli Machover            | Penke Bence     |
| Lupus         | Harry Stott             | ?               |
| Polla Pulchra | Millie Binks            | ?               |
| Marcus        | Eoin McCarthy           | ?               |
| Gaius         | Eoin McCarthy           | ?               |
| Mordecai      | Stephen Mapes           | ?               |
| Miriam        | Natasha Barrero         | ?               |

## Epizódok

### 1. évad
1. Vezúv titkai 1. rész (The Secrets of Vesuvius part 1)
2. Vezúv titkai 2. rész (The Secrets of Vesuvius part 2)
3. Pompei kalózai 1. rész (The Pirates of Pompeii part 1)
4. Pompei kalózai 2. rész (The Pirates of Pompeii part 2)
5. Róma orgyilkosai 1. rész (The Assassins of Rome part 1)
6. Róma orgyilkosai 2. rész (The Assassins of Rome part 2)
7. Laurentium delfinjei 1. rész (The Dolphins of Laurentum part 1)
8. Laurentium delfinjei 2. rész (The Dolphins of Laurentum part 2)
9. Jupiter ellenségei 1. rész (The Enemies of Jupiter part 1)
10. Jupiter ellenségei 2. rész (The Enemies of Jupiter part 2)

### 2. évad
1. Capua gladiátorai 1. rész (The Gladiators of Capua part 1)
2. Capua gladiátorai 2. rész (The Gladiators of Capua part 2)
3. Flavia Gemina bírósági tárgyalásai 1. rész (The Twelve Trials of Flavia Gemina part 1)
4. Flavia Gemina bírósági tárgyalásai 2. rész (The Twelve Trials of Flavia Gemina part 2)
5. A rhódoszi Kolosszus 1. rész (The Colossus of Rhodes part 1)
6. A rhódoszi Kolosszus 2. rész (The Colossus of Rhodes part 2)
7. A korinthoszi menekült 1. rész (The Fugitive from Corinth part 1)
8. A korinthoszi menekült 2. rész (The Fugitive from Corinth part 2)
9. A jeruzsálemi rabszolganő 1. rész (The Slave Girl from Jerusalem part 1)
10. A jeruzsálemi rabszolganő 2. rész (The Slave Girl from Jerusalem part 2)